# Yakuza Reincarnation
Yakuza Reincarnation (任侠転生 –異世界のヤクザ姫–, Ninkyō Tensei –Isekai no Yakuza Hime–) est un seinen manga écrit par Natsuhara Takeshi et dessiné par Miyashita Hiroki. Il est prépublié depuis le 19 juillet 2019 dans le Monthly Sunday Gene-X, puis publié en volumes reliés par l'éditeur japonais Shōgakukan. La version française est éditée par Kazé depuis novembre 2021.

## Synopsis
Yakuza cinquantenaire régnant à l'ancienne sur son quartier, Ryûmatsu est victime d'un complot et se noie... mais se réveille dans le corps de Ryû, la délicate princesse du royaume de Lundberg. Un monde magique ? Qu'à cela ne tienne ! Il est redevenu jeune et vigoureux... vigoureuse ! Et son nouveau territoire... royaume, a besoin de ses poings pour être défendu !

## Manga
Le premier chapitre de Yakuza Reincarnation est publié le 19 juillet 2019 dans le Monthly Sunday Gene-X. Depuis, la série est éditée sous forme de volumes reliés par Shōgakukan et compte 7 tomes en décembre 2021. La version française est publiée par Kazé à partir du 10 novembre 2021.

### Liste des volumes
| no | Japonais         | Japonais          | Français          | Français          |
| no | Date de sortie   | ISBN              | Date de sortie    | ISBN              |
| --- | ---------------- | ----------------- | ----------------- | ----------------- |
| 1 | 17 janvier 2020  | 978-4-09-157585-2 | 11 novembre 2021  | 978-2-82-034120-4 |
| Liste des chapitres : - Chapitre 1 : Ryū le yakuza (龍というヤクザ, Ryū to iu yakuza) - Chapitre 2 : Ryū la princesse (リューという姫 (1), Ryū to iu hime) - Chapitre 3 : Mon territoire (オレノシン, Ore no shima) - Chapitre 4 : J'inculque les bonnes manières (行儀をつけてやる, Gyōgi o tsukete yaru) - Bonus : Chronqiue spéciale par Takeshi Natsuhara |                  |                   |                   |                   |
| 2 | 19 juin 2020     | 978-4-09-157600-2 | 12 janvier 2022   | 978-2-82-034290-4 |
| Liste des chapitres : - Chapitre 5 : L'invasion de la calamité (災厄の襲来, Saiyaku no shūrai) - Chapitre 6 : Poing d'acier (鉄拳, Tekken) - Chapitre 7 : Le pin de Yakuneta (ヤクネタ, Yakuneta) - Chapitre 8 : Daniemi (ダニエミ, Daniemi) |                  |                   |                   |                   |
| 3 | 19 novembre 2020 | 978-4-09-157613-2 | 9 mars 2022       | 978-2-82-034291-1 |
| Liste des chapitres : - Chapitre 9 : Le roi de Daniemi (ダニエミの王, Daniemi no ō) - Chapitre 10 : La noirceur du canal souterrain (地下水路の闇, Chika suiro no yami) - Chapitre 11 : Lieu de justice (お裁きの場, O sabaki no ba) - Chapitre 12 : Partie de dès (丁半博打, Chōhan bakuchi)                                                                 |                  |                   |                   |                   |
| 4 | 19 février 2021  | 978-4-09-157624-8 | 11 mai 2022       | 978-2-82-034292-8 |
| Liste des chapitres : - Chapitre 13 : ケジメのつけ方 (Kejime no tsuke-kata) - Chapitre 14 : 釣りの極意 (Tsuri no gokui) - Chapitre 15 : レディース人魚 (Redīsu ningyo) - Chapitre 16 : ドゥニアの入り口 (Dōnia no iriguchi) |                  |                   |                   |                   |
| 5 | 19 mai 2021      | 978-4-09-157634-7 | 6 juillet 2022    | 978-2-82-034376-5 |
| Liste des chapitres : - Chapitre 17 : 伝統と変革 (Dentō to henkaku) - Chapitre 18 : 竜の王 (Ryū no ō) - Chapitre 19 : ロキの野望 (Roki no yabō) - Chapitre 20 : 竜王の役目 (Ryū ō no yakume) |                  |                   |                   |                   |
| 6 | 19 août 2021     | 978-4-09-157650-7 | 14 septembre 2022 | 978-2-82-034391-8 |
| Liste des chapitres : - Chapitre 21 : 時の氏神 (Toki no ujigami) - Chapitre 22 : 出た目勝負 (Detame shōbu) - Chapitre 23 : 紫電一閃 (Shiden'issen) - Chapitre 24 : 揺れる世界 (Yureru sekai) |                  |                   |                   |                   |
| 7 | 17 décembre 2021 | 978-4-09-157665-1 |                   |                   |
| Liste des chapitres : - Chapitre 25 : アルテミート (Arutemīto) - Chapitre 26 : 因縁のつけ方 (In'nen no tsuke-kata) - Chapitre 27 : 殺しの依頼 (Koroshi no irai) - Chapitre 28 : 導樹売買 (Shirube-ju baidai) |                  |                   |                   |                   |
| 8 | 19 avril 2022    | 978-4-09-157676-7 |                   |                   |
| Liste des chapitres : - Chapitre 29 : 石ころの金貨 (Ishikoro no kinka) - Chapitre 30 : 輪廻使い (Rin'ne tsukai) - Chapitre 31 : 最後の花道 (Saigo no hanamichi) - Chapitre 32 : 追憶と再会 (Tsuioku to saikai) |                  |                   |                   |                   |
| 9 | 19 août 2022     | 978-4-09-157684-2 |                   |                   |
| — |                  |                   |                   |                   |
| Liste des chapitres : - Chapitre 33 : 魔ざり者 (Mazari-sha) |                  |                   |                   |                   |